# Coronarachne
Genre
Coronarachne est un genre d'araignées aranéomorphes de la famille des Trachelidae.

## Distribution
Les espèces de ce genre se rencontrent en Afrique du Sud et au Mozambique.

## Liste des espèces
Selon World Spider Catalog (version 25.0, 03/03/2024) :
- Coronarachne denticulata Haddad & Lyle, 2024
- Coronarachne neethlingi Haddad & Lyle, 2024
- Coronarachne penicillus Haddad & Lyle, 2024
- Coronarachne setosa Haddad & Lyle, 2024
- Coronarachne unigena Haddad & Lyle, 2024

## Systématique et taxinomie
Ce genre a été décrit par Haddad et Lyle en 2024 dans les Trachelidae.

## Publication originale
- Haddad & Lyle, 2024 : « Three new genera of arboreal dark sac spiders from southern Africa (Araneae: Trachelidae). » Zootaxa, no 5399(5), p. 451-504.